# Peter Alfred Michel
Johann Peter Alfred Michel, zumeist Peter Alfred oder Alfred Michel (* 18. Januar 1825 in Bamberg; † 4. Juli 1849 in Baden-Baden), war ein deutscher politischer Journalist, Dichter und aktiver Teilnehmer der badischen Revolution 1848/49; zuletzt Generaladjutant von Johann Philipp Becker.

## Leben
Geboren im Januar 1825 in Bamberg als Sohn des königlich-bayerischen Rittmeisters à la suite Abraham Michel (1791–1842) und seiner Ehefrau Katharina, geb. Raulino (1801–1858), wuchs Michel in seiner Heimatstadt auf und genoss dort eine Schulausbildung bis zur Hochschulreife. Im November 1844 begann er ein Studium der Philosophie und Geschichte an der Universität Heidelberg. Dort trat er, unter anderem mit Karl Blind, Max Dortu und Adolf Hexamer, der radikalen Studentenvereinigung Neckarbund bei. In diese Zeit ist auch Michels erster propagandistischer Einsatz für die republikanische und sozialistische Sache zu datieren.
Im Jahr 1846 schreibt er sich an der Universität Bern zum Studium der Medizin ein, bevor er ein Jahr später nach Bamberg zurückkehrt, wo er beim fortschrittlichen Fränkischen Merkur kurzfristig als Redakteur anheuert. In diese Zeit fällt seine persönliche Bekanntschaft mit dem Philosophen Ludwig Feuerbach, der mit Michels Mutter Katharina gut bekannt ist und den Michel seit seiner Jugend als „Held der Freiheit“ schwärmerisch verehrte.
Im November 1847 wird Michel an der Universität Jena mit der Abhandlung Die politischen Parteien in der Schweiz zum Dr. phil. promoviert. In der Folge nimmt er seine politischen und publizistischen Aktivitäten in Heidelberg und im Raum Karlsruhe (Durlach) wieder auf, wegen derer er im Frühjahr 1848 in Karlsruhe kurzfristig in Haft gesetzt wird.
Nach seiner Teilnahme am sogenannten „Heckerzug“ muss er vor polizeilicher Verfolgung wieder in die Schweiz fliehen. Dort gab er zusammen mit Johann Philipp Becker in Biel das Wochenblatt Die Revolution heraus, das ab der zweiten Nummer zur Umgehung der Zensur in Die -Evolution umbenannt wurde und von Dezember 1848 bis März 1849 erschien.
Als Becker im Mai 1849 mit der Organisation einer Volkswehr in Baden betraut wird, steht ihm Michel, seit Juni 1849 Adjutant Beckers, zur Seite, um der sogenannten dritten Volkserhebung in Baden militärisch zum Durchbruch zu verhelfen. Als Bataillonskommandant nimmt er an Gefechten im Raum Karlsruhe, Heidelberg und Rastatt teil. Er ist auch Mitglied der Deputation, die am 5. Juni 1849 der provisorischen Regierung unter Lorenz Brentano in Karlsruhe eine Petition mit revolutionären Forderungen überreicht, was die umgehende, wenn auch schließlich nur kurzfristige Verhaftung der Delegationsmitglieder zur Folge hatte.
Im letzten Gefecht von Beckers Truppen bei Oos (heute Baden-Baden) wird Peter Alfred Michel am 30. Juni 1849 durch eine feindliche Kugel schwer verwundet. Vier Tage später stirbt er in einem Militärlazarett in Baden-Baden im Alter von 24 Jahren.

## Literarisches Werk
Drei Jahre nach Michels Tod erschien in Bern unter dem Titel Zur Erinnerung an Peter Alfred Michel ein Band mit einer Auswahl seiner nachgelassenen Gedichte. Es war dem Bemühen von Michels freiheitlich gesinnter Mutter und seinem früheren Freund und radikaldemokratischen Mitstreiter Johann Philipp Becker zu verdanken, dass diese Sammlung zusammengestellt und gedruckt werden konnte. Letzterer wollte damit, wie er im Vorwort und durch den Abdruck seines Nachrufs bekundete, dem „treuen Kampfgenossen“ ein bleibendes Denkmal setzen.